# Platillos Voladores
Platillos Voladores (Spanisch wörtlich: „Fliegende Teller“, sinngemäß „Fliegende Untertassen“) ist eine mexikanische Science-Fiction-Filmkomödie von 1956 und der erste mexikanische Science-Fiction-Film über UFOs. Auf Kuba wurde der Film unter dem Titel Llegaron los Marcianos („Die Marsianer sind angekommen“) aufgeführt. Die Uraufführung fand am 15. September 1956 statt.

## Handlung
Mexico City. Ein Radiosprecher berichtet über das Phänomen der Fliegenden Untertassen. Der Beitrag wird von Professor Saldaña und seiner Tochter gehört. Der Professor glaubt, dass es sich um außerirdische Raumschiffe, seine Tochter hingegen ist skeptisch und will Beweise für diese These.
Zeitungen berichten über neue Sichtungen von Fliegenden Untertassen im Land. In einer Kleinstadt wollen der Mechaniker Marciano und Saturnina heiraten. Beide sind arm; Saturninas Vater verdient den Lebensunterhaltung als angeblich blinder Bettler und hat bereits den wohlhabenden Venustiano als zukünftigen Ehemann für Saturnina Tochter vorgesehen.
Marciano hat in einem alten Auto einen Flugzeugmotor eingebaut und Pseudoflügel angebracht. Zusammen mit Saturnina will er damit auf einem Maskenball als Marsianer auftreten. Auf dem Ball kommt es zu einer Schlägerei zwischen Marciano und Venustiano, da Saturnina mit Marciano getanzt hat.
Daraufhin flieht das Liebespaar flieht mit dem Auto. Bei einem Unfall fliegt das Auto durch die Luft und wird dabei von mehreren Bewohnern eines Dorfes beobachtet. Aufgrund des fremdartigen Aussehens des Autowracks und der Kostüme der beiden ohnmächtigen Insassen werden Marciano und Saturnina von den Helfern für Außerirdische gehalten.
Die Nachricht von der „Landung“ verbreitet sich in Windeseile im Land. Professor Saldaña untersucht die beiden „Außerirdischen“, die auf einem Kongress von Wissenschaftlern vorgestellt werden. Das Paar hat schnell erkannt, unter anderem durch das Auftreten eines reichen und spendablen US-Amerikaners, dass eine Identität als Außerirdische ihre finanziellen Probleme lösen kann. So erfinden sie für die Öffentlichkeit eine ideale marsianische Welt, in der es keinen Krieg und weder reiche noch arme Menschen gibt.
Doch schnell begreifen sie, dass sie nur Liebe und nicht Geld für ihr Leben benötigen. Als sie Saldaña ihren Betrug beichten wollen, klärt dieser sie darüber auf, dass er sie längst durchschaut hat. Er will sie jedoch nicht verraten, sondern der Öffentlichkeit erklären, dass sie zum Mars zurück geflogen sind. Er bittet sie, in ihre Heimatstadt zurückzukehren und das bereits erhaltene Geld für gute Zwecke auszugeben.
Gutgelaunt fährt das Paar in einem eleganten Mercedes-Cabrio in Richtung Heimat. Plötzlich stehen zwei kleine Mädchen, die sich als Außerirdische verkleidet haben oder möglicherweise Außerirdische sind auf der Straße und zwingen das Paar zum Anhalten. Panisch drehen sich Marciano und Saturnina um und fliehen.

## Musik
Der Cha-Cha-Cha „Los marcianos llegaron ya“ („Die Marsianer sind schon angekommen“) wird mehrmals im Film verwendet. Das Lied wurde unter anderem von Tito Rodríguez interpretiert.

## Überlieferung
Offenbar 2017 erschien eine DVD-Edition unter dem Titel Los platillos voladores. Laut Filmvorspann ist der Originaltitel jedoch Platillos Voladores.